# Хон Чхоль
Хон Чхоль (кор. 홍철; нар. 17 вересня 1990, Хвасон) — південнокорейський футболіст, захисник клубу «Тегу» та національної збірної Південної Кореї.

## Клубна кар'єра
На юнацькому рівні грав у футбол в Університеті Данкук, після чого опинився у клубі «Соннам Ільхва Чхонма». На дорослому рівні дебютував у клубі 23 лютого 2010 року в матчі Ліги чемпіонів АФК проти японського «Кавасакі Фронтале» (2:0). В підсумку Чхоль допоміг команді виграти цей міжнародний трофей, а у наступному році виграв з клубом Кубок Південної Кореї. Загалом відіграв за команду з міста Соннама три сезони своєї ігрової кар'єри. Більшість часу, проведеного у складі «Соннам Ільхва Чхонма», був основним гравцем захисту команди.
На початку 2013 року уклав контракт з клубом «Сувон Самсунг Блювінгз», у складі якого провів наступні чотири сезони своєї кар'єри гравця. Граючи у складі «Сувон Самсунг Блювінгз» також здебільшого виходив на поле в основному складі команди і виграв національний кубок у 2016 році.
На початку 2017 року Хон потрапив під військовий призов і став виступати за армійську команду «Санджу Санму», де мав провести два роки військової служби. Станом на 2 червня 2018 року відіграв за клуб 42 матчі в національному чемпіонаті.

## Виступи за збірні
Протягом 2009—2010 років залучався до складу молодіжної збірної Південної Кореї. На молодіжному рівні зіграв у 10 офіційних матчах, забив 1 гол.
9 лютого 2011 року дебютував в офіційних матчах у складі національної збірної Південної Кореї в товариській грі проти Туреччини (0:0).
У складі збірної був учасником чемпіонату світу 2018 року у Росії.
| Дата       | Місто         | Господарі      | Результат | Гості          | Турнір            | Голи | Примітки |
| ---------- | ------------- | -------------- | --------- | -------------- | ----------------- | ---- | -------- |
| 9-2-2011   | Трабзон       | Туреччина      | 0 – 0     | Південна Корея | товариський матч  | -    |          |
| 2-9-2011   | Коян          | Південна Корея | 6 – 0     | Ліван          | Відбір до ЧС 2014 | -    |          |
| 6-9-2011   | Ель-Кувейт    | Кувейт         | 1 – 1     | Південна Корея | Відбір до ЧС 2014 | -    |          |
| 7-10-2011  | Сеул          | Південна Корея | 2 – 2     | Польща         | товариський матч  | -    |          |
| 11-11-2011 | Дубай (місто) | ОАЕ            | 0 – 2     | Південна Корея | Відбір до ЧС 2014 | -    |          |
| Усього     |               | Матчів         | 5         |                | Голів             | 0    |          |

## Титули і досягнення
- Переможець Ліги чемпіонів АФК: 2010, 2020
- Володар Кубка Південної Кореї (3): 2011, 2016, 2019

Збірні
- Бронзовий призер Азійських ігор: 2010
- Чемпіон Східної Азії: 2015